# Dominic Howard

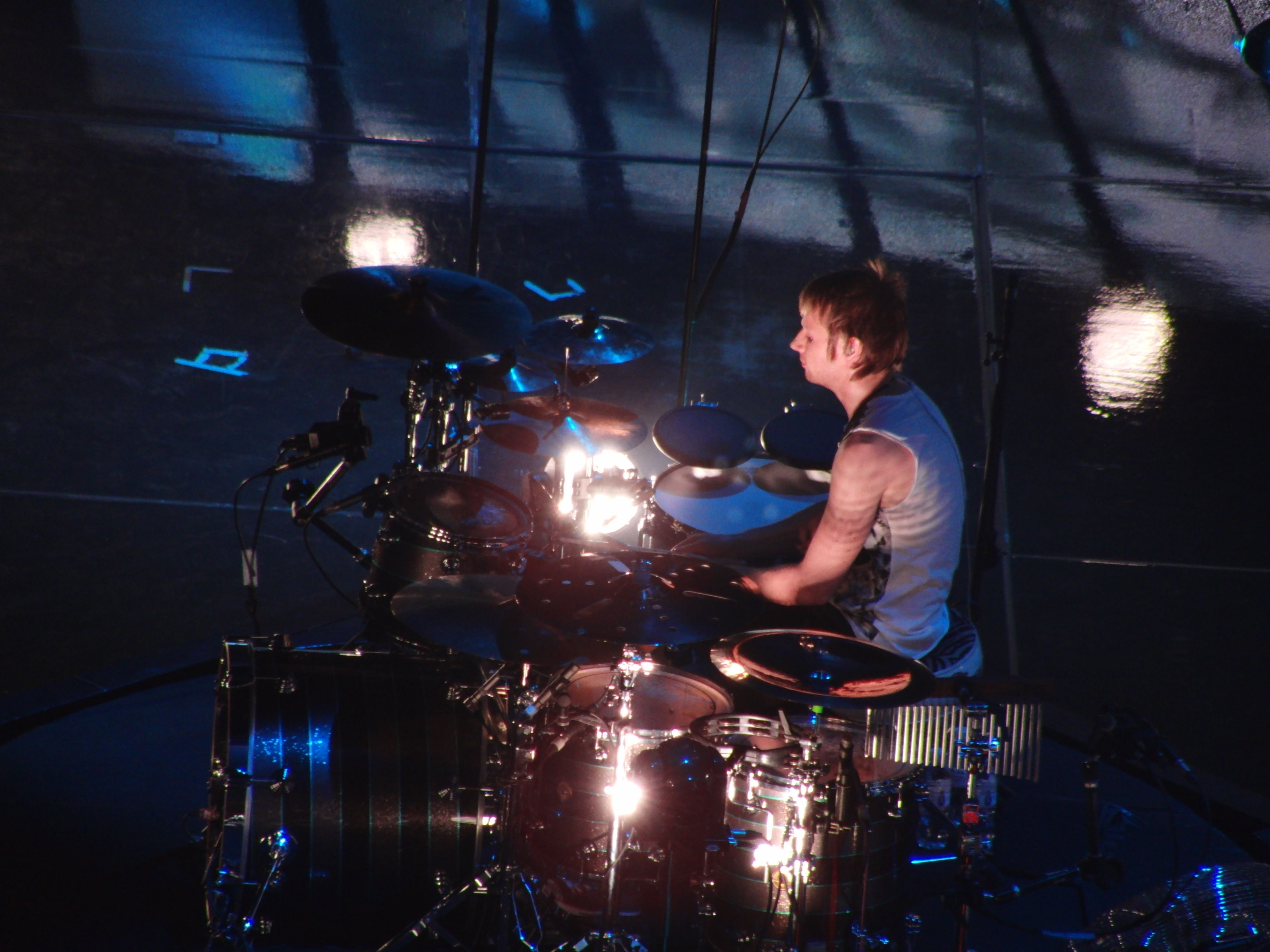
Uitrusting van Howard tijdens The 2nd Law Tour.

Dominic (Dom) James Howard (Stockport, 7 december 1977) is de drummer van de Britse rockband Muse.

## Biografie
Howard werd geboren in Stockport, Engeland. Toen hij ongeveer 8 jaar oud was verhuisde hij met zijn familie naar Teignmouth, een klein stadje in Devon. Hij begon met drummen toen hij 12 jaar oud was, nadat hij geïnspireerd was door een optreden van een jazz-band op zijn school.
De eerste band waar Howard in zat heette Carnage Mayhem. Ondertussen werd hij bevriend met Matthew Bellamy, een gitarist die niet in een stabiele band zat. Niet veel later kreeg Bellamy de mogelijkheid om bij de band van Howard te komen. Na twee jaar besloot Bellamy om eigen nummers te schrijven, en uiteindelijk bleven alleen Howard en Bellamy over. Christopher Wolstenholme, oud-drummer van de band Fixed Penalty, sloot zich aan bij de band als bassist.

### Muse
In de eerste maanden van 1994 speelde Howard in Gothic Plague, later werd deze naam veranderd naar Rocket Baby Dolls. Nadat de band een "battle of the bands" won, zegden de leden hun baan op en gingen ze serieus werk maken van hun muziek.
In 2004 overleed Howards vader plots vlak na het optreden van de band op Glastonbury Festival beëindigd was.
Anders dan de andere bandleden kan Howard niet zingen. Dit kwam naar voren tijdens een opname van het nummer Blackout. Toch is hij wel live te horen in Can't Take My Eyes Off You en Supermassive Black Hole.

### Invloeden en inspiraties
Howard is geïnspireerd door drummers als Stewart Copeland, Dave Grohl en Buddy Rich. Zijn muzieksmaak bestaat voornamelijk uit verschillende stijlen binnen de rock: hij waardeert de muziek van muzikanten als Jimi Hendrix, Pavement, dEUS, The Smashing Pumpkins, Primus, Rage Against the Machine en Limp Bizkit.

### Apparatuur en uitrusting
Howard drumt op drumstellen van Drum Workshop. De bekkens die hij gebruikt zijn van Zildjian. 

## Discografie

### Met Muse
- Showbiz (1999)
- Origin of Symmetry (2001)
- Hullabaloo (2002)
- Absolution (2003)
- Black Holes and Revelations (2006)
- HAARP (2007)
- The Resistance (2009)
- The 2nd Law (2012)
- Live at Rome Olympic Stadium (2013)
- Drones (2015)
- Simulation Theory (2018)
- Will of the People (2022)